# Phyllomys lundi
Phyllomys lundi é uma espécie de roedor da família Echimyidae.
É endêmica do Brasil, onde é conhecida nos estados do Rio de Janeiro e Minas Gerais.